# Ruská Poruba
Ruská Poruba je obec na Slovensku v okrese Humenné. Žije zde 214 obyvatel.

## Historie
První písemná zmínka o obci pochází z roku 1454.